# Титон Вилиџ (Вајоминг)
Титон Вилиџ (енгл. Teton Village) насељено је место без административног статуса у америчкој савезној држави Вајоминг.

## Демографија
По попису из 2010. године број становника је 330, што је 155 (88,6%) становника више него 2000. године.
| Група             | 2000.       | 2010.       |
| Белци             | 170 (97,1%) | 301 (91,2%) |
| Афроамериканци    | 0 (0,0%)    | 2 (0,6%)    |
| Азијати           | 2 (1,1%)    | 4 (1,2%)    |
| Хиспаноамериканци | 3 (1,7%)    | 13 (3,9%)   |
| Укупно            | 175         | 330         |